# Proceso Czochralski

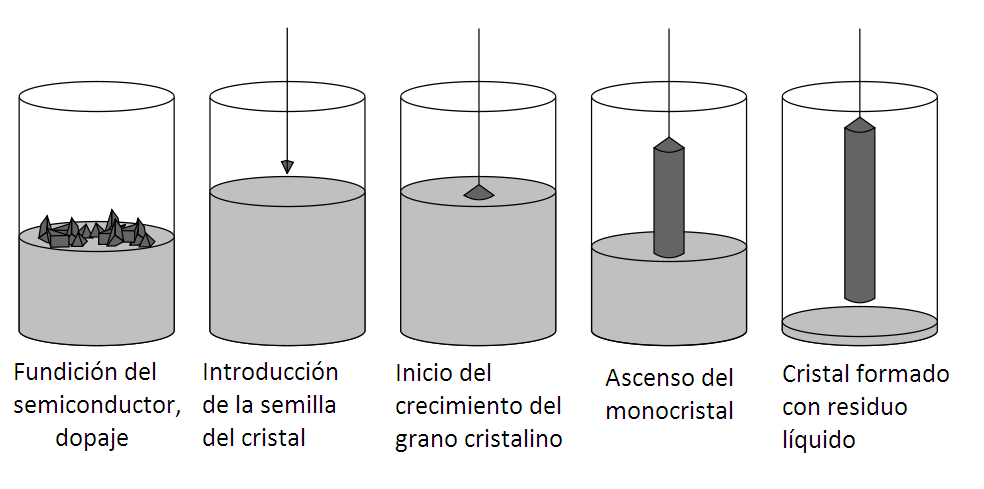
Breve explicación del proceso Czochralski

El proceso o método de Czochralski (AFI: [t͡ʂɔ'xralskʲi]) consiste en un procedimiento para la obtención de lingotes monocristalinos. Fue desarrollado por el científico polaco Jan Czochralski a partir de 1916.
Este método es utilizado para la obtención de silicio monocristalino mediante un cristal semilla depositado en un baño de silicio. Es de amplio uso en la industria electrónica para la obtención de wafers u obleas, destinadas a la fabricación de transistores y circuitos integrados.
Para tener una idea de la funcionalidad que tiene este proceso en la industria microelectrónica, basta señalar que cada circuito integrado creado a partir de estas obleas miden 8 mm de lado, esto hace que de cada oblea se obtengan de 120 a 130 circuitos. Cada oblea es tratada de forma que todos los circuitos se hacen a la vez, pasando por el mismo proceso en el mismo instante.
El método consiste en un crisol (generalmente de cuarzo) que contiene el semiconductor fundido, por ejemplo germanio. La temperatura se controla para que esté justamente por encima del punto de fusión y no empiece a solidificarse. En el crisol se introduce una varilla que gira lentamente y tiene en su extremo un pequeño monocristal del mismo semiconductor que actúa como semilla. Al contacto con la superficie del semiconductor fundido, este se agrega a la semilla, solidificándose con su red cristalina orientada de la misma forma que aquella, con lo que el monocristal crece. La varilla se va elevando y, colgando de ella, se va formando un monocristal cilíndrico. Finalmente se separa el lingote de la varilla y pasa a la fusión por zonas para purificarlo.
Al controlar con precisión los gradientes de temperatura, velocidad de tracción y de rotación, es posible extraer un solo cristal en forma de lingote cilíndrico. Con el control de estas propiedades se puede regular el grosor de los lingotes.
Para entender mejor este proceso véase el siguiente video
Las situaciones de inestabilidad indeseables en la masa fundida se pueden evitar mediante la monitorización y la visualización de los campos de temperatura y la velocidad durante el proceso de crecimiento de los cristales. Cuando la temperatura asciende, el propio lingote se va fundiendo, pero si desciende, se forman agregados que no son monocristalinos.
Este proceso se realiza normalmente en una atmósfera inerte, como argón, y en una cámara inerte, como cuarzo.

## Ventajas
El crecimiento de una superficie libre (tan opuesta a la solidificación en una configuración confinada) acomoda la expansión volumétrica sin mayor problema, esto elimina complicaciones que podrían surgir cuando el fundente moja el contenedor.
Por este método se pueden obtener monocristales grandes a altas velocidades. Actualmente el diámetro de los cristales puede variarse cambiando los parámetros térmicos. También puede alcanzarse alta perfección cristalina.

## Limitaciones
A pesar de que el crecimiento Czochralski puede llevarse a cabo bajo presiones moderadas, este no se presta para el crecimiento de materiales cuya presión de vapor en el punto de fundición de alguno de sus constituyentes sea alta.
Las dificultades primarias están asociadas con problemas del manejo de la rotación y de la sujeción del cristal; y con los requerimientos de la configuración térmica para mantener el equilibrio termodinámico entre el vapor y el fundente.
La necesidad de utilizar un crisol en el proceso de crecimiento Czochralski implica el riesgo de contaminar el fundente. Además, este método no se presta para el crecimiento continuo.

## Galería de fotos

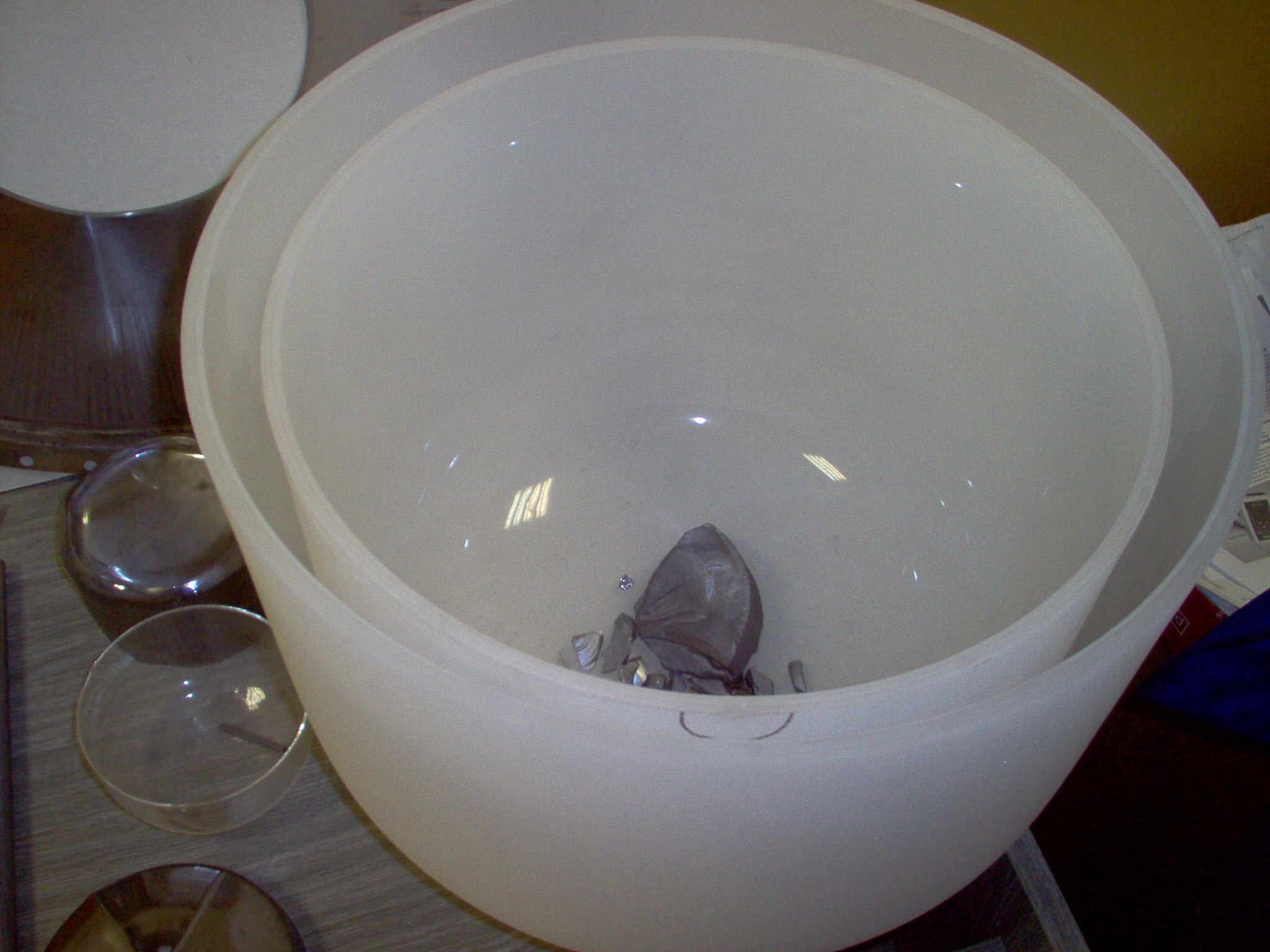
Crisoles usados en el proceso Czochralski
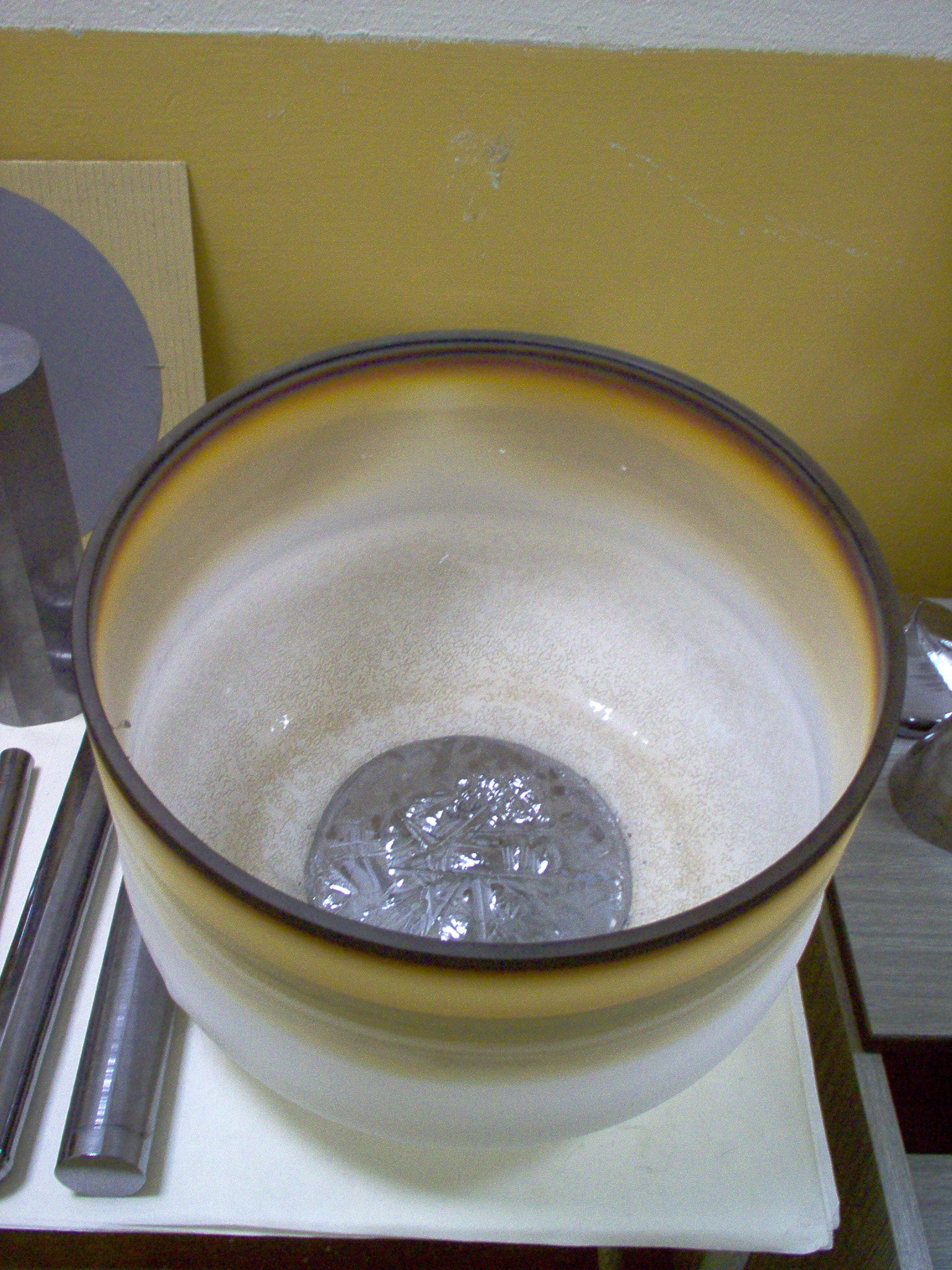
Crisoles después de ser usados
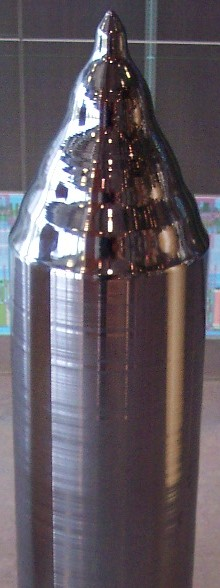
Lingote de silicio monocristalino